# Wien Kurhalle, 2. Juli 2001
Wien Kurhalle, 2. Juli 2001 es un doble álbum pirata (bootleg) lanzado en 2002 del grupo de rock progresivo Jethro Tull, que recoge una actuación de la banda el 2 de julio de 2001, en el Wien Kurhalle de Viena.
El tema "Set-Aside" viene erróneamente listado como "New Song" en la cubierta.

## Lista de temas

### Disco 1
| #   | Título                   | Autor          | Grabación                               | Tiempo (64:02) | Álbum de procedencia         |
| --- | ------------------------ | -------------- | --------------------------------------- | -------------- | ---------------------------- |
| 1.  | "Intro"                  |                | 2/7//2001, en el Wien Kurhalle de Viena |                |                              |
| 2.  | "My Sunday Feeling"      | (Ian Anderson) | 2/7//2001, en el Wien Kurhalle de Viena |                | This Was                     |
| 3.  | "Cross-Eyed Mary"        | (Ian Anderson) | 2/7//2001, en el Wien Kurhalle de Viena |                | Aqualung                     |
| 4.  | "Roots to Branches"      | (Ian Anderson) | 2/7//2001, en el Wien Kurhalle de Viena |                | Roots to Branches            |
| 5.  | "Thick as a Brick"       | (Ian Anderson) | 2/7//2001, en el Wien Kurhalle de Viena |                | Thick as a Brick             |
| 6.  | "Sweet Dream"            | (Ian Anderson) | 2/7//2001, en el Wien Kurhalle de Viena |                | Living in the Past           |
| 7.  | "Hunt by Numbers"        | (Ian Anderson) | 2/7//2001, en el Wien Kurhalle de Viena |                | J-Tull Dot Com               |
| 8.  | "Bourée"                 | (Ian Anderson) | 2/7//2001, en el Wien Kurhalle de Viena |                | Stand Up                     |
| 9.  | "The Water Carrier"      | (Ian Anderson) | 2/7//2001, en el Wien Kurhalle de Viena |                | The Secret Language of Birds |
| 10. | "The Habanero Reel"      | (Ian Anderson) | 2/7//2001, en el Wien Kurhalle de Viena |                | The Secret Language of Birds |
| 11. | "Set-Aside" ("New Song") | (Ian Anderson) | 2/7//2001, en el Wien Kurhalle de Viena |                | The Secret Language of Birds |
| 12. | "Pibroch"                | (Ian Anderson) | 2/7//2001, en el Wien Kurhalle de Viena |                | Songs from the Wood          |
| 13. | "Farm on the Freeway"    | (Ian Anderson) | 2/7//2001, en el Wien Kurhalle de Viena |                | Crest of a Knave             |

### Disco 2
| #   | Título                                                                                         | Autor                                   | Grabación                               | Tiempo (43:11) | Álbum de procedencia                                                             |
| --- | ---------------------------------------------------------------------------------------------- | --------------------------------------- | --------------------------------------- | -------------- | -------------------------------------------------------------------------------- |
| 1.  | "Intro"                                                                                        |                                         | 2/7//2001, en el Wien Kurhalle de Viena |                |                                                                                  |
| 2.  | Medley: "Songs from the Wood" / "Too Old to Rock 'n' Roll, Too Young to Die!" / "Heavy Horses" | (Ian Anderson)                          | 2/7//2001, en el Wien Kurhalle de Viena |                | Songs from the Wood / Too Old to Rock 'n' Roll, Too Young to Die! / Heavy Horses |
| 3.  | "In the Grip of Stronger Stuff"                                                                | (Ian Anderson)                          | 2/7//2001, en el Wien Kurhalle de Viena |                | Divinities: Twelve Dances with God                                               |
| 4.  | "Bungle in the Jungle"                                                                         | (Ian Anderson)                          | 2/7//2001, en el Wien Kurhalle de Viena |                | War Child                                                                        |
| 5.  | "Love Story"                                                                                   | (Ian Anderson)                          | 2/7//2001, en el Wien Kurhalle de Viena |                | This Was / Living in the Past                                                    |
| 6.  | "A Passion Jig"                                                                                | (Ian Anderson)                          |                                         |                | The 25th Anniversary Boxed Set (Disco Cuatro: "Pot Pourri")                      |
| 7.  | "Aqualung"                                                                                     | (Ian Anderson)                          | 2/7//2001, en el Wien Kurhalle de Viena |                | Aqualung                                                                         |
| 8.  | "Band Introduction"                                                                            |                                         | 2/7//2001, en el Wien Kurhalle de Viena |                |                                                                                  |
| 9.  | "Locomotive Breath"                                                                            | (Ian Anderson)                          | 2/7//2001, en el Wien Kurhalle de Viena |                | Aqualung                                                                         |
| 10. | "Living in the Past"                                                                           | (Ian Anderson)                          | 2/7//2001, en el Wien Kurhalle de Viena |                | Living in the Past                                                               |
| 11. | "Balloons"                                                                                     |                                         | 2/7//2001, en el Wien Kurhalle de Viena |                |                                                                                  |
| 12. | "Cheerio"                                                                                      | (Ian Anderson)                          | 2/7//2001, en el Wien Kurhalle de Viena |                | The Broadsword and the Beast                                                     |
| 13. | "Outro" ("What a Wonderful World")                                                             | 2/7//2001, en el Wien Kurhalle de Viena |                                         |                |                                                                                  |